# Antheraea bignaulti
Antheraea bignaulti är en fjärilsart som beskrevs av Clement 1880. Antheraea bignaulti ingår i släktet Antheraea och familjen påfågelsspinnare. Inga underarter finns listade i Catalogue of Life.